# Aradul Nou (stacja kolejowa)
Aradul Nou (rum. Gara Aradul Nou) – stacja kolejowa w miejscowości Arad, w okręgu Arad, w Rumunii, w dzielnicy Aradul Nou. Znajduje się na linii Arad – Timișoara. Obok dworca znajduje się krańcówka tramwajowa.
Stacja jest obsługiwana przez pociągi CFR Călători.

## Linie kolejowe
- Timișoara – Arad